# 1934年の音楽
1934年の音楽（1934ねんのおんがく）では、1934年（昭和9年）の世界の音楽状況についてまとめる。

## 概要
- フォーク・ソング・コレクターのジョン・ロマックスが、アーカンソー州の刑務所農場で「ロック・アイランド・ライン」[1]の最初の録音を行う。
- ジャズのサン・ラ[2]がプロとしての音楽活動を開始した。
- 藤原義江が藤原歌劇団を設立した。

## 洋楽・話題曲
- エドガー・サンプソン「サヴォイでストンプ」
- ガイ・ロンバード、カーメン・ロンバード 「アラバマに星落ちて」
- シグマンド・ロンバーグ、オスカー・ハマースタイン2世「夢見る頃を過ぎても」
- 純々「雨夜花」
- ジョージ・ガーシュウィン「アイ・ガット・リズム変奏曲」
- ハリー・オーウェンス「麗しのレイラニ」
- ヴィクトル・グーセフ、レフ・クニッペル「ポーリュシカ・ポーレ」[3]（ソヴィエト連邦、ロシア）
- ビング・クロスビー[4]「恋はすぐそこに」
- フェリックス・バーナード、リチャード・バーナード・スミス「ウィンターワンダーランド」
- ヘヴン・ギレスピー、フレッド・クーツ「サンタが街にやってくる」
- ベニー・グッドマン[5]「その手はないよ」
- マルガリータ・レクオーナ「タブー」（ラテン音楽）
- ロレンツ・ハート、リチャード・ロジャース[6]「ブルームーン」[7]

## 邦楽シングル
- ディック・ミネ「ダイナ」
- ミス・コロムビア「並木の雨」
- 小唄勝太郎「おけさ踊り」「さくら音頭」「祇園囃し」「東京甚句」
- 松平晃「急げ幌馬車」「利根の舟歌」
- 中野忠晴「Dinah」「初陣」
- 小林千代子「カリオカ」「利根の朝霧」
- 奥田良三「これぞマドロスの恋」
- 東海林太郎「国境の町」「赤城の子守唄」
- 徳山璉「曠野転戦」
- 楠木繁夫「国境を越えて」
- 平山美代子、高山得子、松本俊枝「皇太子さまお生れなった」
- 渡辺はま子「ひとり静」
- 大澤壽人「交響曲第2番」
- 箕作秋吉「小交響曲」
- 山田耕筰「鶴亀」
- 貴志康一「日本スケッチ」「仏陀」
- 薄田泣菫&陸軍軍楽隊「陽は舞いおどる甲子園」
- 民謡「会津磐梯山」
- 市歌「川崎市歌」
- 県民歌「宮崎県民歌」

## クラシック
- イーゴリ・ストラヴィンスキー「アヴェ・マリア」「ペルセフォーヌ」
- ガヴリイル・ポポーフ「交響曲第1番」
- セルゲイ・ラフマニノフ「パガニーニの主題による狂詩曲」
- ドミトリー・カバレフスキー「交響曲第2番」

## 誕生
- 1月4日 - 世志凡太（東京都、作詞家・タレント）
- 1月5日 - フィル・ラモーン（音楽プロデューサー、+2013年・79歳没）
- 1月16日 - ボブ・ボーグル（、ベーシスト、ザ・ベンチャーズ、+2009年・79歳没）
- 1月16日 - マリリン・ホーン（メゾソプラノ歌手）
- 1月17日 - シダー・ウォルトン（、ジャズピアニスト、+2013年・79歳没）
- 1月20日 - ミシェル・デボスト（フルート奏者）
- 1月24日 - 武井義明（高知県、ジャズ歌手、+1994年）
- 1月26日 - ヒューイ・"ピアノ"・スミス（、ピアニスト/バンドリーダー、+2023年・89歳没）
- 2月7日 - キング・カーティス（、サックス奏者、+1971年・37歳没）
- 2月15日 - 大塚善章（大阪府、ジャズピアニスト）
- 2月16日 - 熊谷賢一（作曲家、+2017年・83歳没）
- 2月17日 - アンナー・ビルスマ（チェロ奏者、+2019年・85歳没）
- 2月19日 - ピエール・バルー（音楽家・俳優・映画監督、+2016年・82歳没）
- 2月19日 - 吉岡治（山口県、作詞家、+2010年・76歳没）
- 2月22日 - 財津一郎（俳優・コメディアン・歌手）
- 2月24日 - 水野修孝（徳島県、作曲家）
- 2月25日 - ケーシー高峰（タレント・俳優、+2019年・85歳没）
- 3月4日 - 森岡賢一郎（熊本県、作曲家、+2018年・84歳没）
- 3月8日 - 宮尾すすむ（タレント・歌手、宮尾すすむと日本の社長、+2011年・77歳没）
- 3月10日 - フー・ツォン（ピアニスト、+2020年・86歳没）
- 3月15日 - 高田弘（愛知県、作曲家）
- 3月15日 - ラドスラフ・クヴァピル（ピアニスト）
- 3月16日 - ロジャー・ノリントン（指揮者）
- 3月22日 - 大橋巨泉（タレント・政治家・歌手、+2020年・86歳没）
- 3月25日 - 遠山慶子（ピアニスト、+2021年・87歳没）
- 4月10日 - 篠原忠彦（元日本コロムビア社長、+2015年・80歳没）
- 4月11日 - クレオサ・ステイプルズ（歌手、ステイプル・シンガーズ、+2013年・78歳没）
- 4月12日 - いか八朗（タレント・作曲家・俳優、+2018年・84歳没）
- 4月16日 - 坂上二郎（コメディアン・俳優、+2011年・76歳没）
- 4月20日 - 小曽根実（ジャズピアニスト・オルガニスト、+2018年・83歳没）
- 4月28日 - 佐々木敢一（宮城県、歌手・ウクレレ奏者、和田弘とマヒナスターズ、+2012年・78歳没）
- 5月3日 - ジョルジュ・ムスタキ（シンガーソングライター、+2013年・79歳没）
- 5月6日 - 白木みのる（俳優・歌手）
- 5月10日 - 高見のっぽ（俳優・作家・歌手、ノッポさん）
- 5月13日 - 中村メイコ（女優・タレント・歌手）
- 5月26日 - 山口あかり（長野県、作詞家、+2007年・72歳没）
- 5月29日 - バスカー・メノン（元EMI・キャピトル・レコードCEO、+2021年・86歳没）
- 5月30日 - 黒沢明（歌手、ロス・プリモス、+2009年・74歳没）
- 6月9日 - エルンスト・ザイラー（ピアニスト、+2017年・82歳没）
- 6月15日 - ミケル・ラボア（シンガーソングライター、+2008年・74歳没）
- 6月18日 - 小谷充（兵庫県、作曲家、+1990年）
- 6月24日 - デイヴ・グルーシン（、ジャズピアニスト・86歳没）
- 6月25日 - 愛川欽也（俳優・声優・タレント・元歌手、+2015年・80歳没）
- 7月2日 - ジョ・バッタ・モラッシ（ヴァイオリン製作家、+2018年・83歳没）
- 7月6日 - モーリス・アッソン（ヴァイオリニスト）
- 7月12日 - 川田正子（東京都、童謡歌手、+2006年・71歳没）
- 7月12日 - ヴァン・クライバーン（、ピアニスト、+2013年・78歳没）
- 8月4日 - 宮崎尚志（東京都、作曲家、+2003年・68歳没）
- 8月10日 - ジェームズ・テニー（作曲家、+2006年・72歳没）
- 8月19日 - 桑原研郎（東京都、作曲家、+2007年・72歳没）
- 9月7日 - リトル・ミルトン（、ブルース・ギタリスト、+2005年・70歳没）
- 9月16日 - ジョージ・チャキリス（ダンサー・歌手・俳優）
- 9月19日 - 山元護久（放送作家・作詞家、+1978年・43歳没）
- 9月21日 - レナード・コーエン（、シンガーソングライター、+2016年・82歳没）
- 9月24日 - 筒井康隆（小説家・劇作家・俳優・作曲家）
- 9月26日 - 牧伸二（ウクレレ漫談家、+2013年・78歳没）
- 9月30日 - ウド・ユルゲンス（歌手、+2014年・80歳没）
- 10月12日 - ジェイムズ・"シュガー・ボーイ"・クロフォード（歌手、+2012年・77歳没）
- 10月13日 - ナナ・ムスクーリ（、歌手）
- 10月17日 - 三保敬太郎（東京都、作曲家、+1986年・51歳没）
- 10月22日 - 姜碩煕（作曲家、+2020年・85歳没）
- 10月26日 - ジャック・ルーシェ（ピアニスト、+2019年・84歳没）
- 10月27日 - たかたかし（新潟県、作詞家）
- 10月30日 - フランス・ブリュッヘン（指揮者・リコーダー奏者、+2014年・79歳没）
- 11月8日 - 宇宿允人（指揮者、+2011年・76歳没）
- 11月10日 - 石川晶（神奈川県、ジャズドラマー、+2002年・67歳没）
- 11月16日 - 井上ひさし（小説家・放送作家・作詞家、+2010年・75歳没）
- 12月1日 - ビリー・ポール（歌手、+2016年・81歳没）
- 12月6日 - 前田憲男（大阪府、ジャズピアニスト・作曲家、+2018年・83歳没）
- 12月9日 - ジュニア・ウェルズ（歌手・ハーモニカ奏者、+1998年・63歳没）
- 12月23日 - クラウディオ・シモーネ（指揮者、+2018年・83歳没）
- 12月28日 - 石原裕次郎（俳優・歌手、+1987年・52歳没）
- 12月30日 - デル・シャノン（、シンガーソングライター、+1990年・55歳没）

月日不明
- 天野宣（和太鼓奏者・作曲家、+2014年・80歳没）
- 家永勝（音楽評論家、+2013年・79歳没）
- 川端純四郎（神学者・教会オルガニスト、+2013年）
- 古賀力（シャンソン歌手、+2018年・84歳没）
- 芹沢文子（声楽家、+2015年・81歳没）
- 高橋祐次郎（津軽三味線奏者、+2012年・78歳没）
- 前和男（音楽プロデューサー、+2015年・81歳没）

## 死去
- 1月12日 - パウル・コハンスキ、ヴァイオリニスト・作曲家（* 1887年）
- 1月18日 - オタカール・シェフチーク、ヴァイオリニスト（* 1852年）
- 2月4日 - エルネスト・ナザレー、ピアニスト・作曲家（* 1863年）
- 2月23日 - エドワード・エルガー（、作曲家、*1857年）
- 3月21日 - フランツ・シュレーカー、作曲家（* 1878年）
- 5月25日 - グスターヴ・ホルスト（、作曲家、*1874年）
- 6月10日 - フレデリック・ディーリアス、作曲家（* 1862年）
- 9月10日 - ジョージ・ヘンシェル、音楽家（* 1850年）
- 10月14日 - ミハイル・マチューシン、美術家・作曲家（* 1861年）